# Bad Mitterndorf
Bad Mitterndorf est une commune autrichienne du district de Liezen en Styrie.